# Slatina (Levice)
Slatina (ungarisch Szalatnya) ist eine Gemeinde im Westen der Slowakei mit 329 Einwohnern (Stand 31. Dezember 2024), die zum Okres Levice, einem Teil des Nitriansky kraj, gehört.

## Geographie
Die Gemeinde befindet sich im östlichsten Teil des slowakischen Donautieflands am Übergang in die Hochebene Krupinská planina, am Bach Slatina, die unterhalb des bebauten Ortsgebiets in die Štiavnica mündet und somit zum Einzugsgebiet des Ipeľ gehört. Das Ortszentrum liegt auf einer Höhe von 151 m n.m. und ist 13 Kilometer von Šahy sowie 33 Kilometer von Levice entfernt.
Nahe Slatina befinden sich mehrere Mineralwasserquellen.
Nachbargemeinden sind Dudince im Norden, Plášťovce im Osten, Horné Turovce im Südosten, Tupá (Ortsteil Chorvatice) im Süden und Südwesten und Hokovce im Westen.

## Geschichte

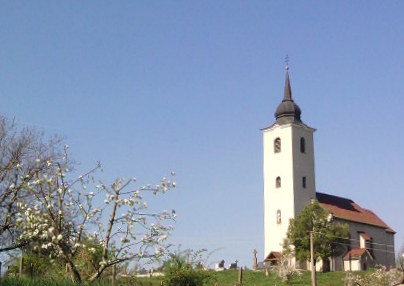
Kirche in Slatina

Slatina wurde zum ersten Mal 1245 als Zalatna schriftlich erwähnt und war zuerst Besitz des Geschlechts Hont. Im Jahr 1285 lag das Dorf in der Herrschaft der Burg Drégely, vom 14. bis zum 16. Jahrhundert war es Besitz des Landadels und im 16. Jahrhundert wurde es Bestandteil der Herrschaft der Burg Čabraď. 1558 gab es acht Ansiedlungen, 1602 wurde Slatina von den Türken verwüstet. 1715 gab es 29 Haushalte, 1828 zählte man 59 Häuser und 355 Einwohner, die als Landwirte, Obstbauern und Winzer beschäftigt waren.
Bis 1918 gehörte der im Komitat Hont liegende Ort zum Königreich Ungarn und kam danach zur Tschechoslowakei beziehungsweise heute Slowakei. Auf Grund des Ersten Wiener Schiedsspruchs lag er von 1938 bis 1945 noch einmal in Ungarn. Am 23. Dezember 1944 ermordeten deutsche Truppen 56 Roma-Angehörige im damals ungarischen Ort.

## Bevölkerung
| Jahr                | 1994 | 2004     | 2014    | 2024    |
| ------------------- | ---- | -------- | ------- | ------- |
| Anzahl der Personen | 312  | 359      | 335     | 329     |
| Unterschied         |      | +15,06 % | −6,68 % | −1,79 % |

| Jahr                | 2023 | 2024    |
| ------------------- | ---- | ------- |
| Anzahl der Personen | 324  | 329     |
| Unterschied         |      | +1,54 % |

Nach der Volkszählung 2011 wohnten in Slatina 353 Einwohner, davon 186 Slowaken und 159 Magyaren. Acht Einwohner machten keine Angabe zur Ethnie.
333 Einwohner bekannten sich zur römisch-katholischen Kirche, zwei Einwohner zur reformierten Kirche sowie jeweils ein Einwohner zur Evangelischen Kirche A. B. und zur evangelisch-methodistischen Kirche. Neun Einwohner waren konfessionslos und bei sieben Einwohnern wurde die Konfession nicht ermittelt.

## Bauwerke
- römisch-katholische Kirche im Barockstil aus der ersten Hälfte des 18. Jahrhunderts

## Verkehr
Durch Slatina passiert die Straße 1. Ordnung 75 zwischen Nové Zámky und Veľký Krtíš. Die Bahnstrecke Zvolen–Šahy verläuft außerhalb des bebauten Ortsgebiets, mit Anschluss an der Haltestelle Slatina.